# Papias, el lombardo
Papias, el lombardo (fl. 1040–1060) fue un lexicógrafo latino originario de Italia, a veces conocido también como Papías, el lexicógrafo. Se conoce poco de su vida, incluso se ha puesto en duda su nombre (que puede ser un seudónimo) y su origen lombardo. Es posible que fuese un clérigo y que viviese en Pavía.
Se lo considera el creador del primer diccionario monolingüe moderno, por su obra Elementarium Doctrinae Rudimentum. Este libro fue escrito durante un período de diez años en los años 40 del siglo XI y presenta vocablos latinos ordenados alfabéticamente con su correspondiente definición, también en latín, indicando los autores o textos que le sirven de fuente. Algunas entradas poseen etimologías.
El canciller imperial y obispo Bruno de Würzburg, quien murió en 1045, menciona un borrador del Elementarium, pero la Crónica de Alberico de Trois-Fontaines indica claramente que fue publicado en 1053. La obra sería de enorme influencia en la lexicografía del período medieval tardío.